# 台鐵32550型對號快客車
台鐵32550系鋼體客車是台鐵局在1968年向日本新潟鐵工所、帝國車輛採購，共35輛。

## 車型概要

### SP32550型
- 採購輛數：35輛 (35SP32551~32585)
- 製造年份：1968年
- 製造廠商：日本新潟鐵工所、帝國車輛
- 車輛座位；座位：64位
- 車輛皮重：30.3噸
- 換算噸數：空：30噸，重：35噸
- 轉向架	：TR-30
- 軔機裝置：AV氣軔
- 最高速度：100 km/hr
- 車輛規格：
  - 長：20,000 mm
  - 寬：2,865 mm
  - 高：3,953 mm
- 改籍30ES32550型：35SP32554、32574、32575、32577
- 目前僅存35SP32578在籍，並配置於高雄機務段，已進廠進行翻新作為藍皮解憂號車廂使用。
- 30ES32550型則僅存30ES32577，目前報廢後閒置於二水站內。

## 保存車輛
- 35SP32568：石蓮園鐵道餐廳(已歇業)
- 35SP32571、32572：新幹線鐵道民宿餐廳
- 35SP32584：國家鐵道博物館